# Misumenops argenteus
Misumenops argenteus är en spindelart som först beskrevs av Cândido Firmino de Mello-Leitão 1929.  
Misumenops argenteus ingår i släktet Misumenops och familjen krabbspindlar. Inga underarter finns listade i Catalogue of Life.